# Lac de l'Oriente
Le lac de l'Oriente (lavu di l'Uriente en corse, lavu del'Oriente sur l'IGN), est un lac de Haute-Corse situé sur la commune de Corte, au nord du Monte Rotondo et au sein de la réserve naturelle du massif du Monte Rotondo.

## Géographie
Le lac a pour émissaire le ruisseau de Lomento, qui est un affluent de la Restonica par le ruisseau Timozzo, donc dans le bassin hydrographique du fleuve le Tavignano.